# فرودگاه سنت اوگوستین
فرودگاه سنت اوگوستین (به انگلیسی: Saint-Augustin Airport) یک فرودگاه همگانی باربری با کد یاتا YIF است که یک باند فرود آسفالت دارد. این فرودگاه در شهر سنت آگوستین، کبک کشور کانادا قرار دارد .

## شرکت‌های هواپیمایی و مقصدهای پروازی
| شرکت‌های هواپیمایی | مقصدهای پروازی                                                                           |
| ----------------- | ---------------------------------------------------------------------------------------- |
| ایر لابرادور      | لوردز د بلانک سابلون، چوری، کگاسکا، لا رومن، لا تاباتیر، نتشکوئن، سپت‌ائیلس، تته-آ-لا-بلن |
| Air Liaison       | بای-کوماو، لا رومن، مون-ژولی، نتشکوئن، ژان لوساژ شهر کبک، روین‌نرندا، سپت‌ائیلس، وابش      |